# АТФ-синтаза

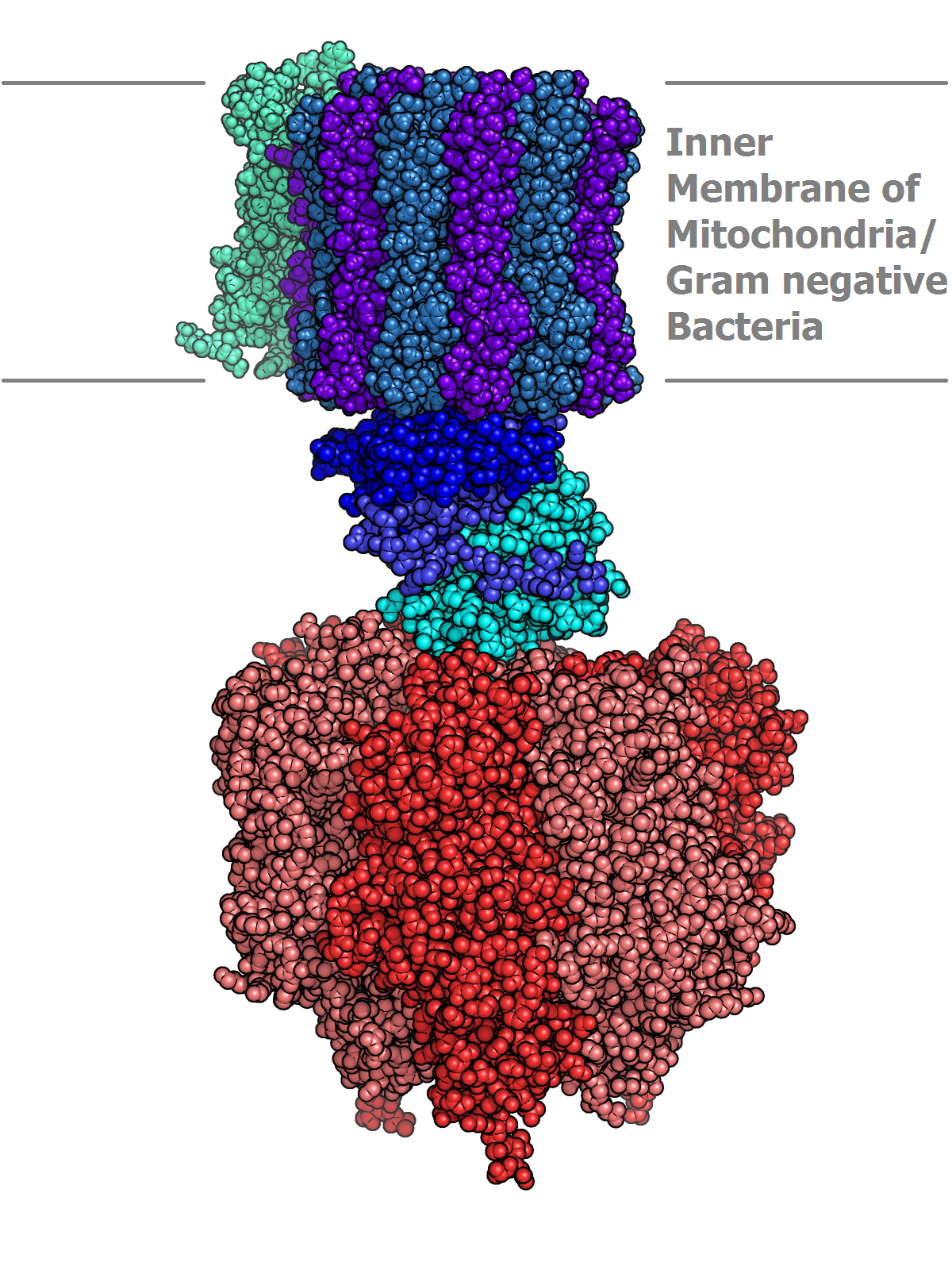
Молекулярная модель АТФ-синтазы

Аденозинтрифосфатсинта́за (АТФ-синта́за, АТФ-фосфогидролаза, H+-transporting two-sector ATPase) — группа ферментов, относящихся к классу транслоказ и синтезирующих аденозинтрифосфат (АТФ) из аденозиндифосфата (АДФ) и неорганического фосфата. Название по номенклатуре — АТФ-фосфогидролаза, однако с августа 2018 года фермент перенесён из третьего (3.6.3.14) в седьмой класс (7.1.2.2), так как катализируемая ферментом реакция протекает по пути, противоположному гидролизу, и не может быть описана с помощью других типов реакций, характеризующие прочие классы ферментов.
В классификации ферментов реакция транслокации, осуществляемая АТФ-синтазой, описывается следующим уравнением:
АТФ + H2O + 4 H+[side 1] = АДФ + Ф + 4 H+[side 2]
Энергию для синтеза АТФ-синтаза часто получает от протонов, проходящих по электрохимическому градиенту, например, из просвета тилакоида в строму хлоропласта или из межмембранного пространства (просвета кристы) в матрикс митохондрии. Реакция синтеза такова:
АДФ + Фн → АТФ + H2O
АТФ-синтазы очень важны для жизнедеятельности почти всех организмов, так как АТФ относится к так называемым макроэргическим соединениям, при гидролизе которых происходит освобождение значительного количества энергии.
Антибиотик олигомицин подавляет активность FO-компонента АТФ-синтазы митохондрий.

## Структура и номенклатура
Имеющаяся в митохондриях АТФ-синтаза F1FO очень хорошо исследована.
- компонент FO — трансмембранный домен,
- компонент F1 находится вне мембраны, в матриксе.

АТФ-синтазный комплекс FOF1 по форме напоминает плодовое тело гриба, у которого компонент F1 — это шляпка, ножка — это γ-субъединица компонента F1, а «корни» гриба — компонент FO, заякоренный в мембране.
В структурно-функциональном плане АТФ-синтаза состоит из двух крупных фрагментов, обозначаемых символами F1 и FO. Первый из них (фактор сопряжения F1) обращён в сторону матрикса митохондрии и заметно выступает из мембраны в виде сферического образования высотой 8 нм и шириной 10 нм. Он состоит из девяти субъединиц, представленных пятью типами белков. Полипептидные цепи трёх субъединиц α и стольких же субъединиц β уложены в похожие по строению белковые глобулы, которые вместе образуют гексамер (αβ)3, имеющий вид слегка приплюснутого шара. Подобно плотно уложенным долькам апельсина, последовательно расположенные субъединицы α и β образуют структуру, характеризующуюся осью симметрии третьего порядка с углом поворота 120°. В центре этого гексамера находится субъединица γ, которая образована двумя протяжёнными полипептидными цепями и напоминает слегка деформированный изогнутый стержень длиной около 9 нм. При этом нижняя часть субъединицы γ выступает из шара на 3 нм в сторону мембранного комплекса FO. Также внутри гексамера находится минорная субъединица ε, связанная с γ. Последняя (девятая) субъединица обозначается символом δ и расположена на внешней стороне F1.
Мембранная часть АТФ-синтазы, называемая фактором сопряжения FO, представляет собой гидрофобный белковый комплекс, пронизывающий мембрану насквозь и имеющий внутри себя два полуканала для прохождения протонов водорода (ядер протия). Всего в состав комплекса FO входит одна белковая субъединица типа а, две копии субъединицы b, а также от 9 до 12 копий мелкой субъединицы c. Субъединица а (молекулярная масса 20 кДа) полностью погружена в мембрану, где образует шесть пересекающих её α-спиральных участков. Субъединица b (молекулярная масса 30 кДа) содержит лишь один сравнительно короткий погружённый в мембрану α-спиральный участок, а остальная её часть заметно выступает из мембраны в сторону F1 и закрепляется за расположенную на её поверхности субъединицу δ. Каждая из 9—12 копий субъединицы c (молекулярная масса 6—11 кДа) представляет собой сравнительно небольшой белок из двух гидрофобных α-спиралей, соединённых друг с другом короткой гидрофильной петлёй, ориентированной в сторону F1, а все вместе образуют единый ансамбль, имеющий форму погружённого в мембрану цилиндра. Выступающая из комплекса F1 в сторону FO субъединица γ как раз и погружена внутрь этого цилиндра и достаточно прочно зацеплена за него.
Номенклатура фермента имеет традиционное происхождение, поэтому довольно непоследовательна.
Обозначение компонента F1 является сокращением от «Fraction 1» (часть 1), а символом FO (в индексе записана буква O, а не ноль) обозначался участок связывания олигомицина.
Некоторые субъединицы фермента имеют также буквенные обозначения:
- Греческие: α, β, γ, δ, ε
- Латинские: a, b, c, d, e, f, g, h

Другие — более сложные обозначения:
- F6 (от «Fraction 6»)
- OSCP — белок, чувствительный к олигомицину (от англ. the oligomycin sensitivity conferral protein), ATP5O
- A6L (названный так по названию гена, кодирующего его в митохондриальном геноме)
- IF1 (фактор ингибирования 1), ATPIF1

Компонент F1 достаточно велик (диаметр его составляет 9 нм), чтобы быть видимым в трансмиссионный электронный микроскоп при негативном окрашивании.
Частичками F1 усеяна внутренняя митохондриальная мембрана. Изначально считалось, что они содержат весь дыхательный аппарат митохондрии. Однако после долгих экспериментов группа Эфраима Рекера (впервые выделившая компонент F1 в 1961) показала, что эти частички связаны с АТФазной активностью в том числе и в разделённых митохондриях, и в субмитохондриальных частицах, формирующихся при ультразвуковом воздействии на митохондрии. Множество дальнейших исследований в разных лабораториях подтвердили эту АТФазную активность.

## Модель синтеза АТФ: механический катализ
В 60—70 годах XX века Пол Бойер предположил, что синтез АТФ связан с изменениями конфигурации АТФ-синтазы, вызываемыми вращением γ-субъединицы, так называемый механизм изменения участка связывания («перевёртыш», англ. flip-flop). Исследовательской группе под руководством Джона Э. Уокера, относившейся тогда к Лаборатории молекулярной биологии в Кембридже, удалось выделить АТФ-синтазный каталитический комплекс F1 в кристаллической форме. На тот момент это была самая крупная из известных науке асимметричная белковая структура. Её исследования показали, что модель вращающегося катализа, предложенная Бойером, соответствует действительности. За это открытие Бойер и Уокер получили половину Нобелевской премии по химии в 1997 году. Вторую половину получил Йенс Кристиан Скоу «за первое открытие фермента, осуществляющего транспорт ионов — Na+,K+-аденозинтрифосфатазы».

Механизм действия АТФ-синтазы. АТФ показан красным, АДФ и фосфат — розовым, вращающаяся субъединица γ — черным.

Кристалл F1 состоит из перемежающихся α- и β-субъединиц (по 3 каждого вида), расположенных как дольки апельсина вокруг асимметричной γ-субъединицы.
В соответствии с принятой моделью синтеза АТФ (также называемой моделью непостоянного катализа), градиент электрического поля, направленный поперёк внутренней митохондриальной мембраны и обусловленный электрон-транспортной цепью, заставляет протоны проходить сквозь мембрану через АТФ-синтазный компонент FO.
Часть компонента FO (кольцо из c-субъединиц) вращается, когда протоны проходят через мембрану. Это c-кольцо жёстко связано с асимметричной центральной ножкой (состоящей в основном из γ-субъединицы), которая в свою очередь вращается внутри α3β3-участка компонента F1. Это приводит к тому, что три участка катализа, связывающиеся с нуклеотидами, претерпевают изменения в конфигурации, приводящие к синтезу АТФ.
Основные субъединицы (α3β3) компонента F1 соединены дополнительной боковой ножкой с неподвижным участком FO, что предотвращает их вращение вместе с γ-субъединицей.
Структура неповрёжденной АТФ-синтазы с низкой точностью выявлена при помощи электронной криомикроскопии (ЭКМ). Показано, что боковая ножка — это гибкая перемычка, похожая на канат, наматывающаяся на комплекс во время его работы.
При каждом обороте γ-субъединицы на 3600 синтезируются три молекулы АТФ, При этом, видимо, у разных организмов из межмембранного пространства в матрикс проходит от 10 до 14 протонов — по числу с-субъединиц.
В определённых условиях каталитическая реакция может протекать в обратном направлении, при этом гидролиз АТФ вызывает прокачку протонов через мембрану.
В механизме изменения участка связывания задействован активный участок β-субъединицы, последовательно проходящий через три состояния.
В «открытом» состоянии АДФ и фосфат подходят к активному участку. Затем белок охватывает эти молекулы и свободно связывается с ними («свободное» состояние). Следующее изменение формы белка прижимает молекулы друг к другу («тесное» состояние), что приводит к формированию АТФ. Наконец, активный участок снова переходит в «открытое» состояние, освобождает АТФ и связывает следующую молекулу АДФ и фосфата, после чего цикл производства АТФ повторяется.

## Физиологическое значение
Как и у многих других ферментов, действие АТФ-синтазы F1FO обратимо. Большие концентрации АТФ заставляют её расщеплять АТФ и создавать трансмембранный протонный градиент. Такое использование АТФ-синтазы отмечено у анаэробных бактерий, не имеющих электрон-транспортной цепи. Эти бактерии применяют гидролиз АТФ для создания протонного градиента, который задействован в движении жгутиков и клеточном питании.
У аэробных бактерий в нормальных условиях АТФ-синтаза, как правило, работает в обратном направлении, производя АТФ за счёт энергии электрохимического потенциала, создаваемого электрон-транспортной цепью.
В целом данный процесс называется окислительным фосфорилированием.
Он протекает и в митохондриях эукариот, на внутренней мембране которых расположены молекулы АТФ-синтазы, причём компонент F1 находится в матриксе, где и протекает процесс синтеза АТФ из АДФ и фосфата.
КПД АТФ-синтазы близок к 100%.

## АТФ-синтаза у разных организмов

Расположение АТФ-синтазы в митохондрии

### АТФ-синтаза растений
У растений АТФ-синтаза CF1FO присутствует в хлоропластах. Она встроена в мембрану тилакоида, причём компонент CF1 выступает в строму, где протекают темновые реакции фотосинтеза (также называемые светонезависимыми реакциями цикла Кальвина). Структура и механизм катализа АТФ-синтазы хлоропластов почти такая же, как и в митохондриях. Однако электрохимический потенциал у хлоропластов формируется не дыхательной электрон-транспортной цепью, а другими комплексами — фотосистемой II и цитохромным комплексом b6/f.

### АТФ-синтазаE. coli
АТФ-синтаза кишечной палочки — самая простая из всех известных АТФ-синтаз. Она состоит всего из 8 видов субъединиц.

### АТФ-синтаза дрожжей
Напротив, АТФ-синтаза дрожжей — самая сложная из известных. Она состоит из 20 различных видов субъединиц.

## Эволюция АТФ-синтазы
Эволюция АТФ-синтазы считается примером модульной эволюции, при которой две субъединицы, каждая обладающая своими функциями, соединились и получили новые функции.
Гексамер α3β3, входящий в состав компонента F1 проявляет существенное сходство с гексамерной ДНК-геликазой. Оба типа ферментов образуют кольцо с вращательной симметрией 3 порядка, обладающее центральной по́рой. Действие каждого из них также зависит от относительного вращения макромолекулы внутри поры: геликазы используют спиральную форму ДНК для движения вдоль неё и для обнаружения суперскручивания, тогда как α3β3-гексамер использует изменения своей конфигурации из-за вращения γ-субъединицы для осуществления каталитической реакции.
Протонный мотор компонента FO проявляет большое функциональное сходство с протонными моторами жгутиков. И там, и там присутствует кольцо из множества небольших богатых α-спиралями белков, вращающихся относительно соседних неподвижных белков за счёт энергии протонного градиента. Это, конечно, очень зыбкое сходство, так как структура жгутиковых моторов гораздо сложнее, чем FO, а вращающееся белковое кольцо гораздо крупнее и состоит из 30 субъединиц против 10, 11 или 14, входящих в состав компонента FO.
Теория молекулярной эволюции предполагает, что две субъединицы с независимыми функциями — ДНК-геликаза с дополнительным АТФ-азным действием и протонный мотор — смогли соединяться, причём вращение мотора вызывало проявление АТФ-азной активности геликазы. Или же, наоборот, в первичной связке ДНК-геликазы и протонного мотора гидролиз АТФ на геликазе заставлял работать протонный мотор. Это соединение затем постепенно оптимизировалось, получило возможность катализировать обратную реакцию и через какое-то время превратилось в сложную АТФ-синтазу, существующую в настоящее время. Однако, до сих пор неясен механизм происхождения протонного мотора, который без геликазы или других комплексов не представляет никакой пользы.